# Grand Prix automobile du Canada 1980
Résultats du Grand Prix du Canada de Formule 1 1980 qui a eu lieu sur le circuit de l'Île Notre-Dame à Montréal le 28 septembre 1980.

## Classement
| Pos. | No | Pilote                | Écurie          | Tours | Temps/Abandon                     | Grille | Points |
| ---- | -- | --------------------- | --------------- | ----- | --------------------------------- | ------ | ------ |
| 1    | 27 | Alan Jones            | Williams-Ford   | 70    | 1 h 46 min 45 s 53 (173,494 km/h) | 2      | 9      |
| 2    | 28 | Carlos Reutemann      | Williams-Ford   | 70    | + 15 s 54                         | 5      | 6      |
| 3    | 25 | Didier Pironi         | Ligier-Ford     | 70    | + 19 s 07                         | 3      | 4      |
| 4    | 7  | John Watson           | McLaren-Ford    | 70    | + 30 s 98                         | 7      | 3      |
| 5    | 2  | Gilles Villeneuve     | Ferrari         | 70    | + 55 s 23                         | 22     | 2      |
| 6    | 6  | Héctor Rebaque        | Brabham-Ford    | 69    | + 1 tour                          | 10     | 1      |
| 7    | 3  | Jean-Pierre Jarier    | Tyrrell-Ford    | 69    | + 1 tour                          | 15     |        |
| 8    | 26 | Jacques Laffite       | Ligier-Ford     | 68    | Panne d'essence                   | 9      |        |
| 9    | 21 | Keke Rosberg          | Fittipaldi-Ford | 68    | + 2 tours                         | 6      |        |
| 10   | 12 | Elio De Angelis       | Lotus-Ford      | 68    | + 2 tours                         | 17     |        |
| 11   | 30 | Jochen Mass           | Arrows-Ford     | 67    | + 3 tours                         | 21     |        |
| 12   | 14 | Jan Lammers           | Ensign-Ford     | 66    | + 4 tours                         | 19     |        |
| Abd. | 8  | Alain Prost           | McLaren-Ford    | 41    | Accident                          | 12     |        |
| Abd. | 16 | René Arnoux           | Renault         | 39    | Boîte de vitesses                 | 23     |        |
| Abd. | 15 | Jean-Pierre Jabouille | Renault         | 25    | Accident                          | 13     |        |
| Abd. | 5  | Nelson Piquet         | Brabham-Ford    | 23    | Moteur                            | 1      |        |
| Abd. | 11 | Mario Andretti        | Lotus-Ford      | 11    | Moteur                            | 18     |        |
| Abd. | 22 | Andrea De Cesaris     | Alfa Romeo      | 8     | Moteur                            | 8      |        |
| Abd. | 31 | Eddie Cheever         | Osella-Ford     | 8     | Pompe à essence                   | 14     |        |
| Abd. | 20 | Emerson Fittipaldi    | Fittipaldi-Ford | 8     | Boîte de vitesses                 | 16     |        |
| Abd. | 23 | Bruno Giacomelli      | Alfa Romeo      | 7     | Jupes                             | 4      |        |
| Abd. | 29 | Riccardo Patrese      | Arrows-Ford     | 6     | Collision                         | 11     |        |
| Abd. | 4  | Derek Daly            | Tyrrell-Ford    | 0     | Accident                          | 20     |        |
| Abd. | 43 | Mike Thackwell        | Tyrrell-Ford    | 0     | Accident                          | 24     |        |
| Nq.  | 9  | Marc Surer            | ATS-Ford        |       | Non qualifié                      |        |        |
| Nq.  | 1  | Jody Scheckter        | Ferrari         |       | Non qualifié                      |        |        |
| Nq.  | 50 | Rupert Keegan         | Williams-Ford   |       | Non qualifié                      |        |        |
| Nq.  | 51 | Kevin Cogan           | Williams-Ford   |       | Non qualifié                      |        |        |

## Pole position et record du tour
- Pole position : Nelson Piquet en 1 min 27 s 328 (vitesse moyenne : 181,797 km/h).
- Meilleur tour en course : Didier Pironi en 1 min 28 s 769 au 62e tour (vitesse moyenne : 178,846 km/h).

## Tours en tête
- Alan Jones : 22 (1-2 / 24-43)
- Nelson Piquet : 21 (3-23)
- Didier Pironi : 27 (44-70)

## À noter
- 9e victoire pour Alan Jones.
- 10e victoire pour Williams en tant que constructeur.
- 135e victoire pour Ford-Cosworth en tant que motoriste.
- La course est stoppée au 1er tour à la suite d'un carambolage provoqué par l´accrochage entre Nelson Piquet et Alan Jones.
- Grave accident de Jean-Pierre Jabouille qui aura les deux jambes brisées.
- Didier Pironi termine premier sous le drapeau à damiers mais, à la suite d'une pénalité d'une minute pour départ anticipé, il est rétrogradé à la 3e place sur tapis vert.
- À l'issue de cette course, Alan Jones est champion du monde des pilotes.
- Le champion du monde sortant, Jody Scheckter, vient de subir l'affront d'échouer à obtenir une place sur la grille de départ.